# Estadio Mario Rigamonti
El Estadio Mario Rigamonti es un centro de deportes y de juegos internos de Brescia, Italia.

## Historia
En los años cincuenta, el Consejo decidió construir un nuevo estadio para reemplazar el existente en el momento, el Estadio de Viale Piave.
En abril de 1956, comenzó el trabajo de expansión de un sistema existente en 1928 que terminó tres años después.
Fue nombrado en memoria al jugador Mario Rigamonti.
Su capacidad es de 23 072 asientos. El máximo anterior era de 16 308.